# Maître Cornélius
Maître Cornélius (deutsch auch Meister Cornelius) ist eine Novelle des französischen Schriftstellers Honoré de Balzac, die er im November und Dezember 1831 im Schloss Saché schrieb. Sie spielt im französischen Tours des 15. Jahrhunderts.
Maître Cornélius erschien erstmals 1831 in der Revue de Paris. In Buchform wurde die Novelle 1832 bei Gosselin in Nouveaux contes philosophiques veröffentlicht, gemeinsam mit Madame Firmiani, L’Auberge rouge und Louis Lambert. 1836 wurde das Werk von Edmond Werdet in der Reihe Études philosophiques neu herausgegeben, dann in der Ausgabe Études philosophiques als Bestandteil der Comédie humaine, die 1846 erschien. In Deutschland war Maitre Cornelius 1964 der letzte Band der im Rowohlt Verlag verlegten Dünndruckausgabe, die vor dem Zweiten Weltkrieg bereits in 44 Bänden erschienen war und in der Neuausgabe 40 Bände zusammenfasste.

## Inhalt

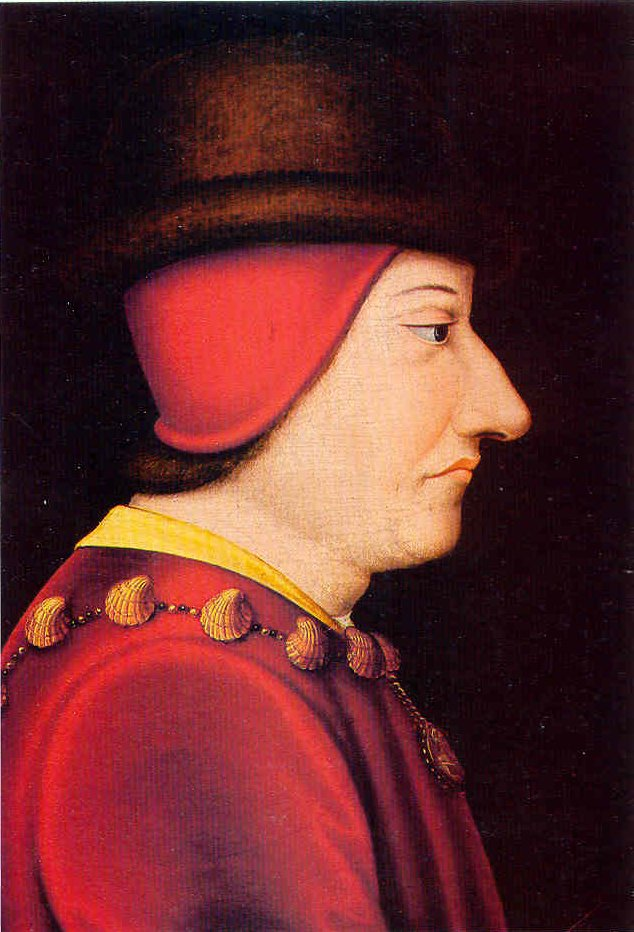
Ludwig XI., Unbekanntes Porträt des 15. Jhdts.

Die junge Marie de Saint-Vallier, Tochter des französischen Königs Ludwig XI., ist mit einem despotischen und brutalen Greis, Aymar de Poitiers, dem Grafen von Saint-Vallier verheiratet. Gleichzeitig ist sie in den jungen Edelmann Georges d’Estouteville verliebt, der den Versuch unternimmt, sie aus ihrem Martyrium zu befreien, die Ehe mit Hilfe des Vaters annullieren zu lassen und die Scheidung beim Papst in Rom zu erreichen. Der alte Graf von Saint-Vallier hatte sich in einem festungsartigen Palast eingerichtet, der direkt an den des flämischen Geldverleihers und Wucherers Cornélius Hoogworst grenzte. Dieser, vormals einer der reichsten Kaufleute von Gent, hatte sich mit dem Herzog Karl von Burgund überworfen und in Tours den Schutz des Königs Ludwig XI. gefunden, mit dem er in vertrautem Verhältnis stand und als dessen Finanzverwalter fungierte.
Die Novelle beginnt mit der Beschreibung der Stimmung am Ende der Messe am Allerheiligen-Feiertag 1479 in der Kathedrale von Tours, als die Menge aufbricht und die letzten Orgeltöne verklingen. Ein Bürger verlässt seinen Platz; ein Edelmann, der auf dem Moment gewartet hat, beeilt sich, diesen einzunehmen und nun wenige Worte an die betende junge Frau neben ihm zu richten, Marie, die Comtesse de Saint-Vallier, deren Ehemann währenddessen schläft:

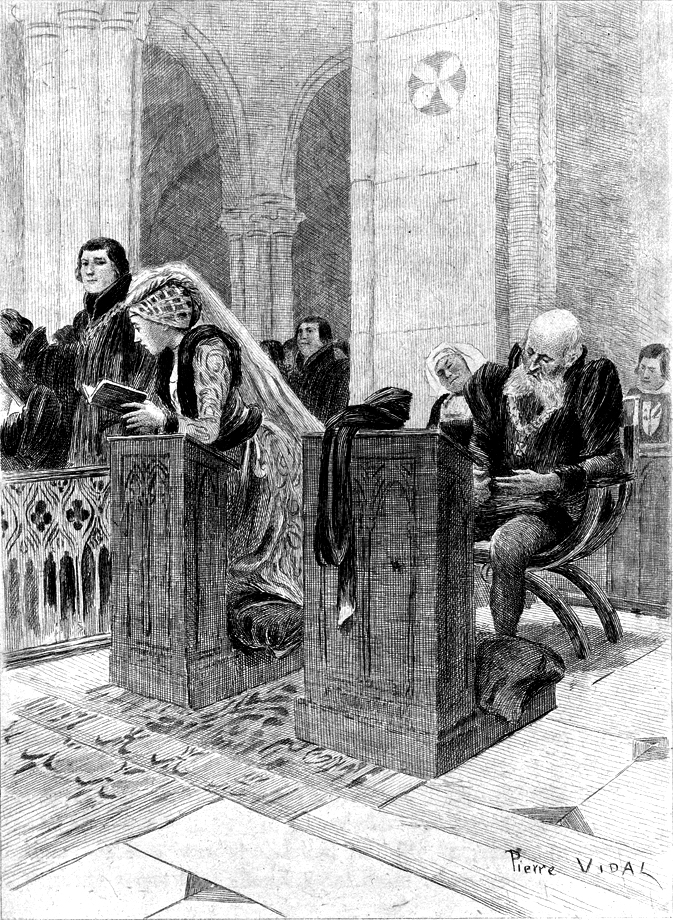
Georges d’Estouteville, Marie und der schlafende Graf von Saint-Vallier in der Kathedrale von Tours. Historische Illustration von Pierre Vidal (1897)

„Erschreckt nicht, wenn Ihr an den Ausgang kommt; laßt alles ruhig geschehen.“
Nach dem geheimen Treffen der beiden Geliebten nach Ende der Messe inszeniert Georges mit Hilfe seiner Getreuen einen Stau am Ausgang der Kirche, was bezwecken soll, den alten Despoten kurzzeitig von seiner Frau zu trennen. Georges gelingt es, Marie in eine Kapelle im Innern des Gebäudes zu bringen, wo er ihr seinen Plan offenbart, wie er am Abend zu ihr gelangen will. Bald darauf gelingt es dem alten Grafen ins Gebäude zu seiner Frau zu gelangen; er schöpft jedoch keinen Verdacht und verlässt mit ihr die Kirche. 
In einem zweiten Erzählstrang wird der geizige und misanthropische Maître Cornélius eingeführt, der zurückgezogen mit seiner Schwester in dem düsteren Haus am Rande von Tours lebt, in unmittelbarer Nachbarschaft zum Haus des Grafen von Saint-Vallier. Maître Cornélius ist in der Stadt berüchtigt und gefürchtet dafür, junge Angestellte des Diebstahls bezichtigt und den Henkern des Königs ausgeliefert zu haben; auch soll der über alchimistische Kräfte verfügen. Der junge Liebhaber erreicht nun das geheimnisumwitterte Haus von Maître Cornélius, nachdem er zuvor seine Kleidung gewechselt hatte und nun als kleiner Schreiber auftritt. Er gibt sich Philippe Goulenoire aus, der ein Empfehlungsschreiben von dem Brüsseler Finanzier Oosterlinck vorlegt, als er bei Cornélius vorstellig wird. Philippe wird von diesem argwöhnisch beobachtet und ausgefragt, ohne Verdacht zu erregen. Als ihn Cornélius dann entlässt, um ihn am nächsten Tag einzustellen, bringt dieser vor, er sei fremd in Tours und bittet, die Nacht im Hause verbringen zu dürfen. Trotz der Proteste von Cornélius’ Schwester, die besorgt um die Juwelen der Grafen von Bayern im Hause ist, erlaubt ihm Cornélius im Turmzimmer zu schlafen, das er hinter ihm verriegelt. Cornelius verabschiedet sich mit den hintergründigen Worten: 
„Gute Nacht! Bleibt ruhig da drin und macht’s nicht wie die anderen.“
Philippe wartet, bis sich Cornélius und seine Schwester schlafen gelegt haben und befreit sich mit einem speziell angefertigten Dolch aus dem Zimmer. Zu seinem Erschrecken muss er feststellen, dass Cornélius emporsteigt; doch bevor dieser Philippe erreicht, erlischt die Lampe des Cornélius, der daraufhin umkehrt, und Philippe kann durch einen Sprung durchs Fenster über das Dach zum Nachbarhaus gelangen, in dem seine Geliebte, Madame de Vallier wartet, zu der er durch den Kamin gelangt. Diese zeigt auf ihren schlafenden Gatten, den Grafen von Saint-Vallier, dem sie zuvor ein Schlafmittel verabreicht hatte.
Abrupt wechselt sie Szene an den Hof des Königs, in dem Maitre Cornelius mit seinen Scharfrichtern auftritt. Er eilt zu seinem Freund Louis XI., um ihm dramatisch vom Raub seiner Schätze einschließlich der Juwelen des Herzogs von Bayern zu berichten und den jungen Mann in seinem Hause anzuklagen. Im Rückblick wird erzählt, dass der junge Edelmann sorglos den Rest der Nacht im Turmzimmer von Cornélius verbringt. Am Morgen wird er von Tristan, dem Scharfrichter des Königs gefangen genommen; dieser erkennt in „Philippe“  Georges d’Estouteville. Als Georges von Tristan und seinen Häschern abgeführt wird, murrt die Menge in der Stadt über die erneute Schandtat des alten Wucherers Cornélius. Bei seiner Abführung kann Georges einen Blick auf seine Geliebte werfen, die ihm stumm zu verstehen gibt, dass sie ihm Hilfe zukommen lassen wird.

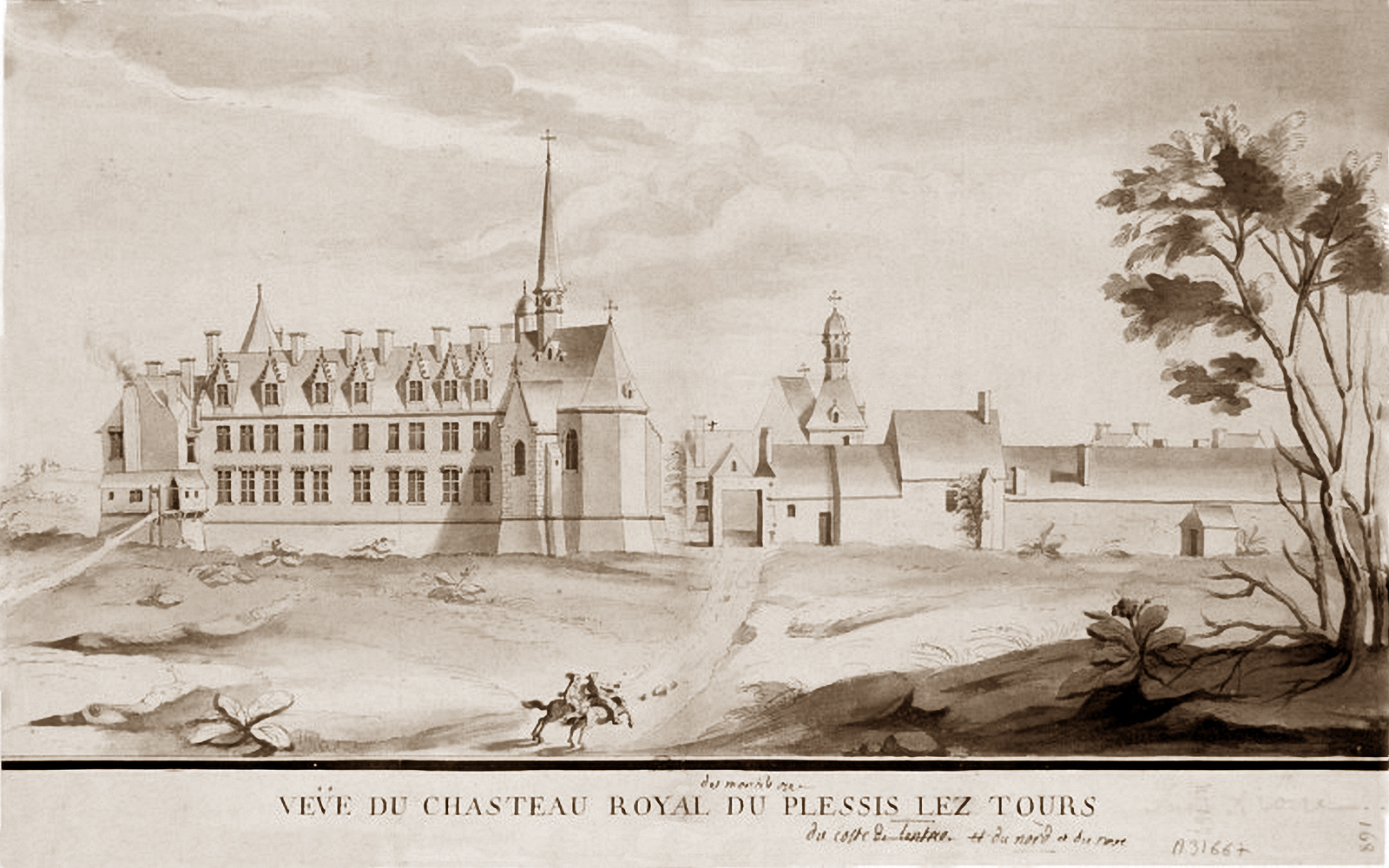
Unbekannter Künstler: Schloss Plessis-lès-Tours, Feder- und Tuschezeichnung, 17. Jh., Paris, BnF

Es folgt eine Beschreibung des königlichen Schlosses Plessis-lez-Tours und der Verfassung des kranken Königs, wenige Jahre vor seinem Tod. Die Saint-Valliers werden vom König zum Essen geladen; zuvor gelingt es Marie, ihren Vater über die falschen Verdächtigungen Georges’ aufzuklären. Dabei gibt sie zu, mit ihm die Nacht verbracht zu haben. Als zutage kommt, wie sehr der alte Graf seine junge Ehefrau vernachlässigt hat, springt der König wütend auf und ertappt den Grafen de Saint-Vallier beim Lauschen an der Tür.
„In drei Teufels Namen“, rief er aus, „für diese Kühnheit verdienst du das Beil des Henkers.“
Beim anschließenden Essen teilt Tristan dem König mit, dass Georges „in der Obhut der Mönche“ sei, eine Umschreibung dafür, dass seine Hinrichtung bevorstehe. Louis ordnet darauf an, Georges sofort freizulassen und befiehlt im Gegenzug dem Grafen von Saint-Vallier, sich unmittelbar auf eine Mission nach Venedig zu begeben, was de facto seine Verbannung bedeutet. Louis beschließt nun, den Fall der verschwundenen Juwelen selbst aufzuklären. 

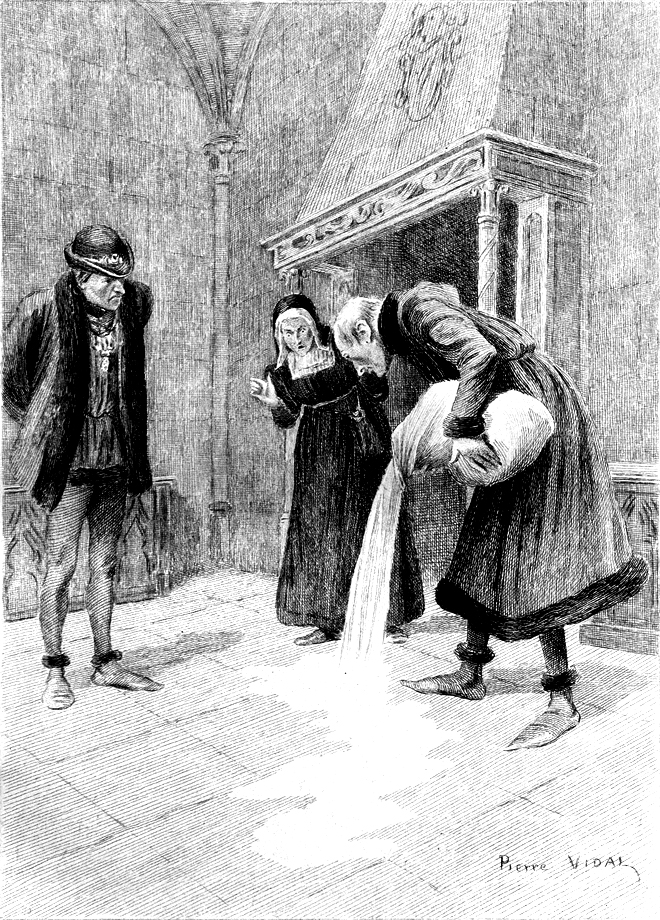
Maitre Cornélius, seine Schwester und König Louis XI., der Mehl auf den Boden streut. Historische Illustration von Pierre Vidal (1897)

Der König lässt sich von Maitre Cornélius dessen Theorie vom Eindringen eines Diebs durch den Schornstein berichten, was sich schnell als unmöglich herausstellt, da sich der Kaminschacht als zu eng erweist. Nachdem auch keine Spuren von Gewaltanwendung gefunden werden können, richtet sich der Verdacht des Königs schnell auf den Wucherer Cornélius selbst. Louis lässt sich von der Alten einen Sack Mehl bringen, den er auf dem Boden ausschüttet. Anschließend erweckt er den Eindruck, als würde er das Haus verlassen, verbringt aber die Nacht im Haus seines Freundes. Man lässt alle Fenster des Hauses verschließen und das Haus von außen bewachen. Man findet am nächsten Morgen die Spuren des Cornelius im Mehl auf dem Boden und hat nachts einen Mann auf dem Dach beobachtet. Es stellt sich heraus: Maitre Cornélius leidet unter Somnambulismus und weiß nicht, wo er seine Schätze nachts versteckt hat. Der König ist erbost darüber, dass mehrere Männer unschuldig ihr Leben lassen mussten, weil sie irrtümlich des Diebstahls beschuldigt wurden, und verlangt von Cornélius finanziellen Schadensersatz. Als Cornélius’ Schwester von den Taten ihres Bruders erfährt, bricht sie zusammen und stirbt bald darauf.
In den nächsten Tagen bleibt Cornelius in seinem Haus allein; er läuft ruhelos umher, um nach seinen verborgenen Schätzen zu suchen und wird zunehmend verwirrt, bevor er schließlich vereinsamt stirbt. Abschließend wird kurz der Fortgang der Geschichte des jungen Liebespaares erzählt.

## Hintergrund
Nicole Mozet sieht Parallelen zu Victor Hugos 1831 erschienenen Roman Der Glöckner von Notre-Dame, in dem ebenfalls Ludwig XI.als grausamer Monarch auftritt. Nach Ansicht von Mozet ist Maitre Cornélius eine „Geschichte der Macht. Saint-Vallier, Cornélius, Tristan, Louis, Coyctier: ein Ehemann, ein Bankier, ein Scharfrichter, ein König, ein Arzt – alles Männer der Macht. Das außergewöhnliche nächtliche Tête-à-tête zwischen Louis XI. und Cornélius zieht seine Sonderbarkeit aus dieser kampfentscheidenden Konfrontation.“
Bereits am Beginn der Novelle in der Kathedrale von Tours findet sich das Echo Victor Hugos:
„Cà et là, des yeux brillaient dans le creux des piliers, la pierre jetait des regards, les marbres parlaient, les voûtes répétaient des soupirs, l’édifice entier était doué de vie.“
„Hier und dort, leuchteten die Augen in den Ausbuchtungen der Pfeiler, der Stein sendete Blicke, der Marmor redete, die Gruften ließen Seufzer widerhallen, das gesamte Gebäude war mit Leben erfüllt!“
Selbst aus Tours stammend, ist Balzac mit den Schauplätzen im Leben des Königs Louis XI. vertraut und schafft so zum Teil einen historischen Roman, zum anderen Teil einen realistischen Roman, als er den König aus seinem Schloss zum Maitre Cornélius in die rue de Murier befördert Hinzu kommt der Einfluss Walter Scotts und dessen 1823 erschienenen Romans Quentin Durward auf Balzac.
Der Abrakadabra-Aspekt einer solchen Geschichte trägt jedoch nicht dazu bei, die mystischen Ängste Balzacs offenzulegen. Man könnte diesen Text den Proscrits zuordnen, die sich merklich zeitgleich zutragen, nicht weit entfernt einer Kathedrale, der von Tours hier, (Notre-Dame de Paris in den Proscrits) Balzac beschwört das unerklärliche Phänomen der Spiritualität, die hoch elektrisierende Kraft des Gebetes.
Die philosophischen Thesen Balzacs lassen hier die Lektüre von Swedenborg durchscheinen und es ist ohne Zweifel dieser mystische Aspekt der Erzählung, religiöse Exaltation einerseits und profane Liebe andererseits, der die Aufmerksamkeit der Kritik der Revue Européenne 1832 geweckt hat. Dieser eigenartigen Novelle werden einige geglückte Einzelheiten untermischt mit falschen Ideen über das Mittelalter zugestanden.
Auch wenn der Text, der in der Zeitschrift erschienen ist, von der Leserschaft gut aufgenommen worden ist, täuscht diese Tatsache nicht darüber hinweg, dass er auch der Kritik der Epoche ausgesetzt gewesen ist. Die heutigen Balzac-Kenner sind über die Aufmerksamkeit, die dieser Novelle, die zwischen Fantasieroman nach E. T. A. Hoffmann und historischem Roman nach Walter Scott einzuordnen ist, geschenkt werden soll, geteilter Meinung. Samuel S. de Sacy meint, in La comédie humaine könne auch gut Maître Cornélius weglassen, und Maître Cornélius bleibe in der Comédie humaine eine Kuriosität. René Guise ist der gegenteiligen Auffassung, dass der Text erst seinen Sinn erfüllt, perspektivistisch im Zusammenhang mit der Comédie humaine gesehen. Es ist nicht von der Hand zu weisen, dass die Novelle ein wenig ausufernd, spitzfindig, mit Widersprüchen und Ungereimtheiten versehen ist.

## Ausgaben
- Honoré de Balzac: Nouveaux contes philosophiques. Paris, Ch. Gosselin 1832
- Honoré de Balzac: Œuvres complètes de H. de Balzac, XV. Paris, Alexandre Houssiaux, 1855
- Honoré de Balzac: Les Marana [Adieu - Le Requisitionnaire - El Verduco - Un drame au bord de la mer - L'Auberge rouge - L'Elixir de longue vie - Maitre Cornelius]. Paris, Librairie nouvelle, 1858

- Deutsche Ausgaben:
  - Honoré de Balzac: Die rote Herberge. Meister Cornelius. Ü: Hans Georg Brenner. Wildbad, Edition Pan, 1949
  - Honoré de Balzac, Gesammelte Werke. Maitre Cornelius. Der verstossene Sohn, Zwei Novellen.  Ü: Sigrid von Massenbach. Rowohlt. Hamburg 1964.
  - Honoré de Balzac: Die menschliche Komödie, Band 19. Das Chagrinleder – Das Lebenselixier – Die Rote Herberge – Maitre Cornelius.  Novellen.  Ü: Christel Gersch, Wilhelm Rücker. Berlin, Weimar Aufbau 1974